# Suita rockowa
Suita rockowa – długi utwór rockowy lub kilka połączonych utworów, zwykle z gatunku rocka progresywnego lub symfonicznego, składający się w większej części z krótszych fragmentów, mniej lub bardziej spójnych stylistycznie. Większość (choć nie wszystkie) mają przemyślaną i jasną konstrukcję, na wzór suit przełomu XIX/XX wieku: zawiązanie tematu, rozwijanie, punkt lub punkty kulminacyjne i rozwiązanie. Wzorcowe pod tym względem są suity Yes i Pink Floyd. Suita rockowa jest zwykle utworem tematycznym. Może być zarówno instrumentalna jak i wokalno-instrumentalna.
Gatunek ten powstał na początku lat 60. XX wieku w Anglii w związku z tworzącym się tam nurtem rocka artystycznego, a później psychodelicznego i progresywnego. Suita rockowa jako pojedynczy rozbudowany utwór narodziła się z zamiłowania do tworzenia coraz to dłuższych, malowniczych kompozycji (początkowo instrumentalnych) i nadania temu cech programu. Jako pionierskie pod tym względem są Ars Longa Vita Brevis The Nice, In Held Twas in I Procol Harum i A Saucerful of Secrets Pink Floyd. Innym czynnikiem stymulującym rozwój suit były oczekiwania publiczności, która już od połowy lat 60. przychodziła na koncerty bardziej aby posłuchać muzyki, niż potańczyć przy niej.
W następnych dekadach forma ta przeniosła się na grunt nowo powstających, alternatywnych nurtów w muzyce rockowej (rock gotycki, heavy metal), ale też znalazła zastosowanie w rozwijającej się muzyce elektronicznej (p. Vangelis, Jean-Michel Jarre, Tangerine Dream). Jednak po rewolucji punkowej zainteresowanie tworzeniem wieloczęściowych suit znacznie osłabło. Pewien jej renesans obserwuje się od końca lat 90.

## Suity rockowe
- Archive – Again 2002
- Armia – Ultima Thule 2005
- Avantasia – The Seven Angels 2000
- Bathory – Twilight of the Gods 1991
- The Doors – Celebration of the Lizard 1968
- Budka Suflera – Szalony koń 1975
- Camel – Lady Fantasy 1974, The Snow Goose 1975
- Colosseum – Valentyne Suite 1969
- Deep Purple – April 1969
- Dream Theater – The Killing Hand 1989, A Mind Beside Itself 1994, A Change of Seasons 1995, Trial of Tears 1997, Metropolis Pt. 2: Scenes from a Memory 1999, Six Degrees of Inner Turbulence 2002,], Octavarium 2005, In The Presence of Enemies 2007 „Twelve Steps Suite” 2002–2009 (na TTS składają się utwory The Glass Prison, This Dying Soul, The Root of All Evil, Repentance oraz The Shattered Fortress)
- Edge of Sanity – Crimson 1996, Crimson II 2003
- Emerson, Lake & Palmer – Pictures at an Exhibition 1970, Tarkus 1971, Karn Evil 9 1974
- Exodus – Ten najpiękniejszy dzień 1980
- Fates Warning – The Ivory Gate of Dreams 1988, A Pleasant Shade of Grey 1997
- Frank Zappa – Lumpy Gravy 1968
- Focus – Eruption 1971
- Genesis – The Musical Box 1971, Supper’s Ready 1972, The Colony of Slippermen 1974, The Story of Albert 1980 (tylko w wersji koncertowej, połączenie kilku utworów z albumu Duke)
- Green Day – Jesus of Suburbia 2004
- Hunter – Requiem 1995
- Iced Earth – Gettysburg 2004
- Jethro Tull – Thick as a Brick 1972, A Passion Play 1973, Baker St. Muse 1975
- Kamelot – Elizabeth 2001
- King Crimson – The Court of the Crimson King 1969, Lizard 1970
- Manowar – Achilles, Agony and Ecstasy in Eight Parts 1992
- Marillion – Grendel 1982, Misplaced Childhood pts. 1&2 (strony A i B albumu Misplaced Childhood) 1985
- Mike Oldfield – Tubular Bells 1973, Ommadawn 1975, Crises 1983
- Museo Rosenbach – Zarathustra 1973
- Nektar – A Day in the Life of a Preacher 1973, Odyssee 1973, Remember the Future 1973
- Niemen – Bema pamięci żałobny rapsod 1970, Człowiek jam niewdzięczny 1971, Oda do przyrody 1975
- Opeth – In Mist She Was Standing, The Apostle in Triumph 1995
- Persefone –  Sanctuary – Light and Grief, Underworld – The Fallen and the Butterfly, Seed – Core and Persephone 2006
- Pink Floyd – A Saucerful of Secrets 1968, Atom Heart Mother 1970, Echoes 1971
- Porcupine Tree – Anesthetize 2007
- Procol Harum – In Held Twas in I 1968
- Rage – Lingua Mortis 2007
- Renaissance – Scheherazade 1975
- Rhapsody – Symphony of Enchanted Lands 1998, Gargoyles, Angels of Darkness 2002  „The Mystic Prophecy of the Demonknight” 2006, „The Cold Embrace of Fear” 2010, „Heroes of the Waterfalls’ Kingdom” 2011
- Rick Wakeman – The Six Wives of Henry VIII 1972
- Riverside – Second Life Syndrome 2005
- RSC – Polskie Dzieci Izraela 1997
- Rush – 2112 1976
- SBB – Wizje, Odlot 1974, Wolność z nami 1975, Ze Słowem biegnę do ciebie 1977, Przed premierą 1977, Follow My Dream 1978
- Skaldowie – Krywaniu, Krywaniu 1972, Stworzenia świata część druga 1976, Podróż magiczna 1978
- Sound – Miasto strachu 2009
- Symphony X – The Divine Wings of Tragedy 1997, Through the Looking Glass 1998, The Odyssey 2002
- The Appleseed – Broken Lifeforms (Three Little Gates) 2006
- The Beatles – Abbey Road (strona B płyty) 1969
- The Nice – Ars Longa Vita Brevis 1968
- Therion – Adulruna Rediviva 2007
- Tool – Third Eye 1996
- Triumvirat – Across the Waters 1972, Illusions on a Double Dimple, Mister Ten Percent 1973
- UFO – Star Storm 1971, Flying 1971
- Van der Graaf Generator – A Plague of Lighthouse Keepers 1971
- Vangelis – Heaven and Hell 1975
- Yes – Close to the Edge 1972, Tales from Topographic Oceans 1973 (album zawierający 4 suity), Gates of Delirium 1974, Awaken 1977